# Mchinga
Mchinga este un oraș din Tanzania. Are un dispensar. Prin el trece drumul B2.